# Kaiserwald (Lwiw)

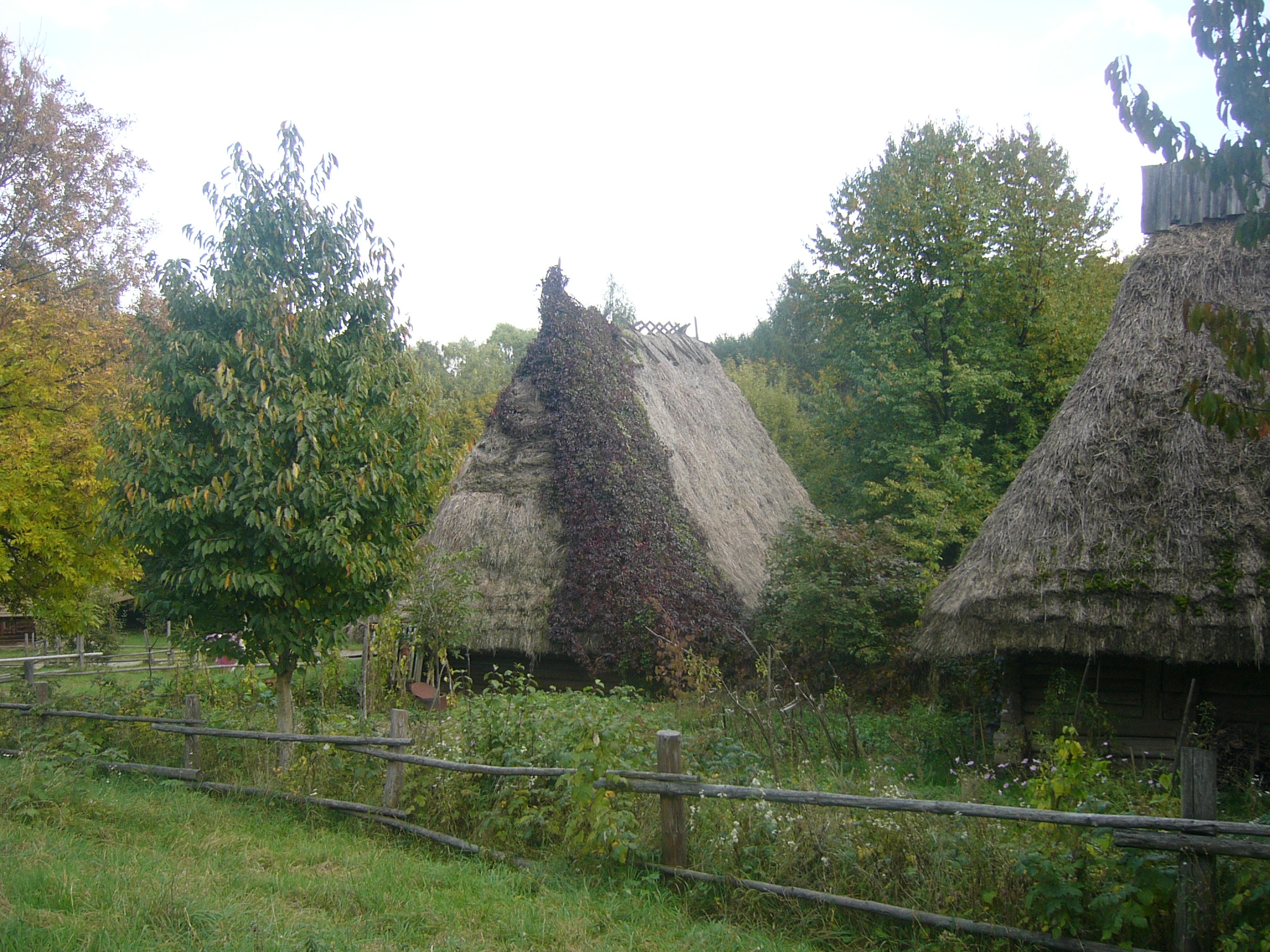
Scheptyzkyj-Freilichtmuseum

Kaiserwald (ukrainisch Кайзервальд) ist ein Gebiet der westukrainischen Stadt Lemberg (Lwiw).

## Örtlichkeit
Der Kaiserwald ist ein meist hügeliges bewaldetes Gebiet, das mit vielen Schluchten und Mulden durchzogen ist. Zusammen mit dem Lysa Gora und dem Hohen Schloss, von dem es nur durch die Straße Oprischkiwska getrennt ist, bildet der Kaiserwald einen langen Kamm innerhalb des Lemberger Plateaus, dessen Höhe stellenweise 400 m über dem Meeresspiegel übersteigt.

## Benennung
Früher trug dieses Gebiet den Namen „Lonschaniwka“, nach dem Nachnamen des Besitzers Francois Longchamp de Berrier. Der heutige Name „Kaiserwald“ bezieht sich darauf, dass Kaiser Franz Joseph I. bei zwei Besuchen in Lemberg das Waldgebiet besichtigte.

## Geschichte

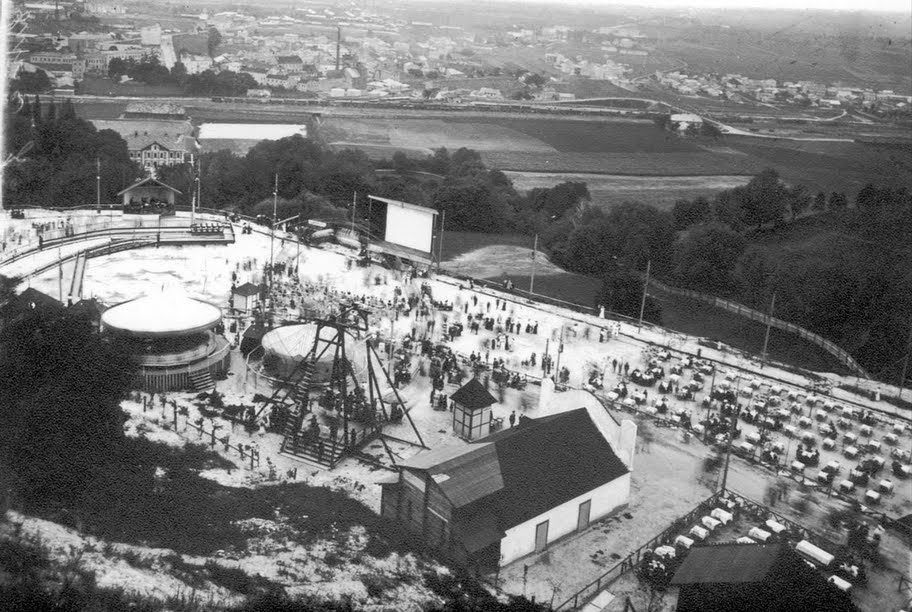
Lunapark – Vergnügungspark vor dem Ersten Weltkrieg im Kaiserwald

Bis ins 18. Jahrhundert war der Kaiserwald Eigentum der wohlhabenden Lemberger Familie Alembek. Dann erwarb Francois Longchamp de Bérier das Gebiet. Kaiser Franz Joseph I. hielt sich bei seinem Aufenthalt in Lemberg bei den Longchamps auf und besuchte den Kaiserwald.
Von 1908 bis 1914 befand sich im Kaiserwald der erste Vergnügungspark der Ukraine mit vielen Attraktionen und Biergärten.
Anfang der 1960er Jahre war geplant, den Kaiserwald in einen Landschaftspark umzuwandeln. 1966  wurde im Rahmen dieses Projekts das ein Freilichtmuseum eröffnet, das seit 2016 nach Klymentij Scheptyzkyj benannt ist. Im Park „Znesinnia“ befindet sich u. a. ein Sportzentrum mit einer 300 Meter lange Slalom- und Riesenslalombahn, ein kleiner Skilift, und eine Sporthalle.

## Kirchen
- Kirche des Josaphat und aller ukrainischen Märtyrer